# پرستاری سلامت عمومی

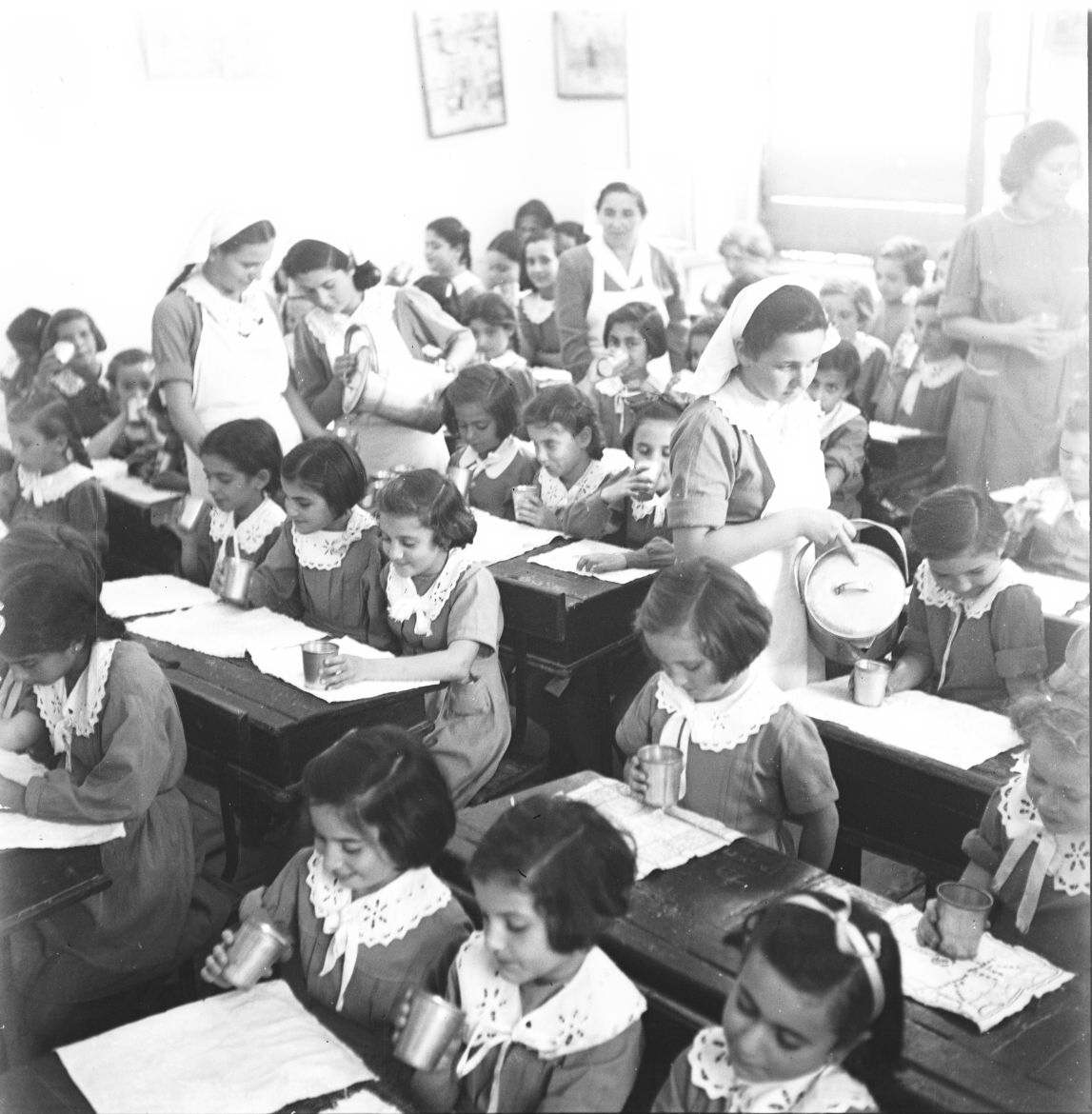
توزیع شیر در مدارس

پرستاری سلامتی عمومی (به انگلیسی: Public health nursing) تخصصی در پرستاری است که بر سلامت عمومی متمرکز است. این پرستاران میان مجموعه ای شامل حضور در اجتماع و آگاهی از وضعیت کل جمعیت، با استفاده از فهم شخصی و بالینی از سلامت و تجربه بیماری افراد و خانواده‌های یک جمعیت هماهنگی ایجاد می‌کنند.